# Capim Branco
Capim Branco là một đô thị thuộc bang Minas Gerais, Brasil. Đô thị này có diện tích 94,147 km², dân số năm 2007 là 8763 người, mật độ 96,1 người/km².